# 戸塚地域センター
戸塚地域センター（とつかちいきセンター）は、東京都新宿区が同区高田馬場に設置しているコミュニティセンター。2010年2月27日に10か所目の地域センターとして開設された。
「区民相互の交流を通して地域における区民のふれあいと連帯意識の形成を促進する施設」を目的としている。

## 施設
集会室、多目的ホール、談話室のほか、2階には新宿区戸塚特別出張所が入居している。環境学習の場としての活用も意識されており、神田川に生息するアユやモツゴなどを集めた大型水槽などの展示が行われている。

## 地域との軋轢
地下1階の多目的ホールは、葬儀場としても利用可能となっている。戸塚地域センターは、高田馬場駅から徒歩1分という立地条件にあるため、付近には結婚式場などの商業施設が多数存在しており反対の声があがった。2007年に計画が発表されてから関係者間で協議が行われていたが、解決しないまま建設が進んだことから2009年5月に結婚式場側が利用の差し止めを求めて東京地方裁判所へ提訴。同年12月には、結婚式場の利用が多い土曜日・日曜日の葬儀利用を避けることなどの条件で歩み寄りがあり和解が成立した。